# Baudoinia
Baudoinia är ett släkte av svampar. Baudoinia ingår i ordningen Capnodiales, klassen Dothideomycetes, divisionen sporsäcksvampar och riket svampar.
|           | Antennulariellaceae                       |
|           |                                           |
|           | Asterinaceae                              |
|           |                                           |
|           | Capnodiaceae                              |
|           |                                           |
|           | Davidiellaceae                            |
|           |                                           |
|           | Euantennariaceae                          |
|           |                                           |
|           | Metacapnodiaceae                          |
|           |                                           |
|           | Micropeltidaceae                          |
|           |                                           |
|           | Mycosphaerellaceae                        |
|           |                                           |
|           | Piedraiaceae                              |
|           |                                           |
|           | Schizothyriaceae                          |
|           |                                           |
|           | Teratosphaeriaceae                        |
|           |                                           |
|           | Scirrhia                                  |
|           |                                           |
| Baudoinia | \| \| Baudoinia compniacensis \| \| \| \| |
|           | \| \| Baudoinia compniacensis \| \| \| \| |
|           | Friedmanniomyces                          |
|           |                                           |
|           | Phaeotheca                                |
|           |                                           |
|           | Hyphospora                                |
|           |                                           |
|           | Micropustulomyces                         |
|           |                                           |
|           | Cystocoleus                               |
|           |                                           |
|           | Heptaster                                 |
|           |                                           |
|           | Limaciniopsis                             |
|           |                                           |
|           | Capnobotryella                            |
|           |                                           |
|           | Capnocheirides                            |
|           |                                           |
|           | Pseudotaeniolina                          |
|           |                                           |
|           | Xenomeris                                 |
|           |                                           |
|           | Monographos                               |
|           |                                           |
|           | Comminutispora                            |
|           |                                           |
|           | Toxicocladosporium                        |
|           |                                           |
|           | Rachicladosporium                         |
|           |                                           |
|           | Verrucocladosporium                       |
|           |                                           |
|           | Pseudovirgaria                            |
|           |                                           |
|           | Recurvomyces                              |
|           |                                           |
|           | Elasticomyces                             |
|           |                                           |
|           | Sporidesmajora                            |
|           |                                           |
|           | Hispidoconidioma                          |
|           |                                           |
|           | Baudoinia compniacensis                   |
|           |                                           |

|  | Baudoinia compniacensis |
|  |                         |